# Carl Baumüller
Carl August Baumüller (* 4. November 1786 in Heidelberg; † 13. August 1851 in Illenau; evangelisch) war ein seit 1809 im badischen Staatsdienst stehender Jurist und wurde zum 19. Dezember 1846 in den Ruhestand versetzt.

## Leben
Baumüller studierte ab dem 3. März 1803 Rechtswissenschaften an der Universität Heidelberg. 1804 wurde er Mitglied des Corps Rhenania Heidelberg. Ab dem 2. Mai 1806 war er Rechtspraktikant. Sein beruflicher Werdegang setzte sich mit der am 17. September 1809 angetretenen Stelle als Oberamtsassessor und dritter Beamter beim Oberamt Hochberg in Emmendingen fort. Am 26. Dezember 1809 wurde er zum Amtmann beim Bezirksamt Endingen befördert und am 22. Oktober 1813 als Amtmann zum Bezirksamt Lörrach versetzt. Dort wurde er am 7. August 1815 zum Oberamtmann ernannt. 
Baumüller nahm als jüngster Abgeordneter an der badischen Generalsynode von 1821 teil, bei der die die Vereinigung der lutherischen und reformierten Gemeinden im Großherzogtum Baden vollzogen wurde, und fungierte dort als Sekretär. 1822 wurde er Ministerialrat und Mitglied im Justizdepartement und im gleichen Jahr im November 1822 ins Ministerium des Innern versetzt. Anschließend war er vom 9. März 1824 an Obervogt beim Bezirksamt Rastatt und vom 30. Mai 1824 dann Obervogt beim Oberamt Durlach. Seine Ernennung zum Geheimen Rat 3. Klasse erfolgte am 5. Juni 1829. 1843 wurde er Direktor des Evangelischen Oberkirchenrates in Karlsruhe. Im Dezember 1846 wurde er vorzeitig in den Ruhestand versetzt.
Baumüller war seit 1806 mit Christine Karoline Friederike Walz (1787–1867) verheiratet, einer Tochter des Oberhofpredigers Johann Leonhard Walz d. J.

## Auszeichnungen
- 1820 Ritterkreuz des Zähringer Löwen-Ordens
- 1843 Kommandeurkreuz 2. Klasse des Zähringer Löwen-Ordens